# H.O.T.D. (アルバム)
『H.O.T.D.』（エイチ・オー・ティー・ディー）は、日本の歌手・黒崎真音が2010年9月22日にジェネオン・ユニバーサルから発売した1枚目のコンピレーションアルバム。

## 内容
黒崎のメジャーデビュー作品。
2010年8月10日に秋葉原ディアステージにて開催された主催イベント『黒崎真音から大事なお知らせがあります』で今作発売が発表された。
独立放送局・テレビ愛知系アニメ『学園黙示録 HIGHSCHOOL OF THE DEAD』の話数毎のエンディングテーマを収録した全12曲入り。
初回生産分はスリーブケース仕様で、「H.O.T.D.ガールズ戦闘力カード」が2枚封入されている。

## 収録曲
1. 君と太陽が死んだ日 [3:41]
作詞：akane
作曲：setzer
編曲：MintJam
2. color me dark [4:02]
作詞：akane
作曲・編曲：高田龍一
3. Return to Destiny [3:44]
作詞：akane
作曲：a2c
編曲：MintJam
4. cold bullet blues [5:54]
作詞：akane
作曲・編曲：帆足圭吾
5. Memories of days gone by [5:09]
作詞：akane
作曲：田中秀和
編曲：田中秀和、岡部啓一
6. Under The Honey Shine [4:55]
作詞：akane
作曲・編曲：神前暁
7. fuss fuzz [4:34]
作詞：米山玩具
作曲：a2c
編曲：MintJam
8. The place of hope [3:23]
作詞：松井敬治
作曲・編曲：glanzenda
9. 宝石のスパイ [4:46]
作詞：サエキけんぞう
作曲・編曲：藤末樹
10. THE last pain [4:14]
作詞：akane
作曲・編曲：glanzenda
11. Hollow Men [4:49]
作詞：佐藤大輔
英訳：大塚翔一
作曲：柳英一朗
編曲：glanzenda
12. The Eternal Song [4:59]
作詞：akane
作曲・編曲：デワヨシアキ

## 参加ミュージシャン
- 黒崎真音：Vocal (全曲)

Additional Musician
- setzer：Programming (#1,3,7)
- TERRA：Programming (#1,3,7)
- a2c：Guitars (#1,3,7)、Programming (#1,3,7)
- 後藤貴徳：Guitars (#2,4,6)
- dk：Guitars (#8,10,11)
- 田中秀和：Guitars (#5)
- 奥山明：Guitars (#9)
- 説楽博臣：Guitars (#12)
- 出羽良彰：Guitars & Other Instruments & Programming (#12)
- glanzenda：Keyboards & Programming (#8,10,11)
- maypool：Bass (#8,10,11)
- Blanka：Bass (#12)
- 石井悠也：Drums (#12)

## タイアップ
- 独立放送局・テレビ愛知系アニメ『学園黙示録 HIGHSCHOOL OF THE DEAD』ACT1エンディングテーマ (#1)
- 独立放送局・テレビ愛知系アニメ『学園黙示録 HIGHSCHOOL OF THE DEAD』ACT2エンディングテーマ (#2)
- 独立放送局・テレビ愛知系アニメ『学園黙示録 HIGHSCHOOL OF THE DEAD』ACT3エンディングテーマ (#3)
- 独立放送局・テレビ愛知系アニメ『学園黙示録 HIGHSCHOOL OF THE DEAD』ACT4エンディングテーマ (#4)
- 独立放送局・テレビ愛知系アニメ『学園黙示録 HIGHSCHOOL OF THE DEAD』ACT5エンディングテーマ (#5)
- 独立放送局・テレビ愛知系アニメ『学園黙示録 HIGHSCHOOL OF THE DEAD』ACT6エンディングテーマ (#6)
- 独立放送局・テレビ愛知系アニメ『学園黙示録 HIGHSCHOOL OF THE DEAD』ACT7エンディングテーマ (#7)
- 独立放送局・テレビ愛知系アニメ『学園黙示録 HIGHSCHOOL OF THE DEAD』ACT8エンディングテーマ (#8)
- 独立放送局・テレビ愛知系アニメ『学園黙示録 HIGHSCHOOL OF THE DEAD』ACT9エンディングテーマ (#9)
- 独立放送局・テレビ愛知系アニメ『学園黙示録 HIGHSCHOOL OF THE DEAD』ACT10エンディングテーマ (#10)
- 独立放送局・テレビ愛知系アニメ『学園黙示録 HIGHSCHOOL OF THE DEAD』ACT11エンディングテーマ (#11)
- 独立放送局・テレビ愛知系アニメ『学園黙示録 HIGHSCHOOL OF THE DEAD』ACT12エンディングテーマ (#12)